# Tár úr steini
Tár úr steini è un film del 1995 diretto da Hilmar Oddsson.